# Список глав государств в 261 году
Список глав государств в 260 году — 261 год — Список глав государств в 262 году — Список глав государств по годам

## Африка
- Мероитское царство (Куш) — Текеридеамани, царь (246 — 266)

## Азия
- Вакатака — Виндхиасакти, император (250 — 270)
- Гассаниды — Джафна I ибн Амр, царь (220 — 265)
- Гупта — Шри Гупта, махараджа (240 — 280)
- Дханьявади — Тюрия Патипат, царь[англ.] (245 — 298)
- Западные Кшатрапы — Рудрасена II, махакшатрап (255 — 277)
- Иберия — Митридат IV, царь (249 — 265)
- Китай (Период Троецарствия):
  - Вэй:
    - Цао Хуань, император (260 — 265)
    - Сыма Чжао, регент (255 — 265)

  - У — Сунь Сю, император (258 — 264)
  - Шу — Лю Шань, император (223 — 263)
- Корея (Период Трех государств):
  - Конфедерация Кая — Мапхум, ван (259 — 291)
  - Когурё — Юнгчхон, тхэван (248 — 270)
  - Пэкче — Кои, король (234 — 286)
  - Силла — Чхомхэ, исагым (247 — 261)
- Кушанское царство — Канишка III, царь (255 — 275)
- Паган — Хти Мин Ин, король[англ.] (242 — 299)
- Персия (Сасаниды) — Шапур I, шахиншах (241 — 272)
- Раджарата — Готабхайя, король (254 — 267)
- Тоба — Тоба Ливэй, вождь (219 — 277)
- Чера — Перумкадунго, царь (257 — 287)
- Япония — Дзингу Кого, регент (201 — 269)

## Европа
- Боспорское царство:
  - Рескупорид V, царь (240 — 276)
  - Синг, царь (258 — 276)
- Ирландия — Кормак мак Арт, верховный король (226 — 266)
- Римская империя:
  - Галлиен, римский император (253 — 268)
  - Макриан Младший, император-узурпатор  (Восточные провинции) (260 — 261)
  - Квиет, император-узурпатор  (Восточные провинции) (260 — 261)
  - Луций Муссий Эмилиан, император-узурпатор  (Египет) (261 — 261/262)
  - Галлиен, консул (261)
  - Луций Петроний Тавр Волусиан, консул (261)
  - Галльская империя — Постум, император (260 — 269)
  - Пальмирское царство — Оденат, царь (260 — 267)

## Галерея

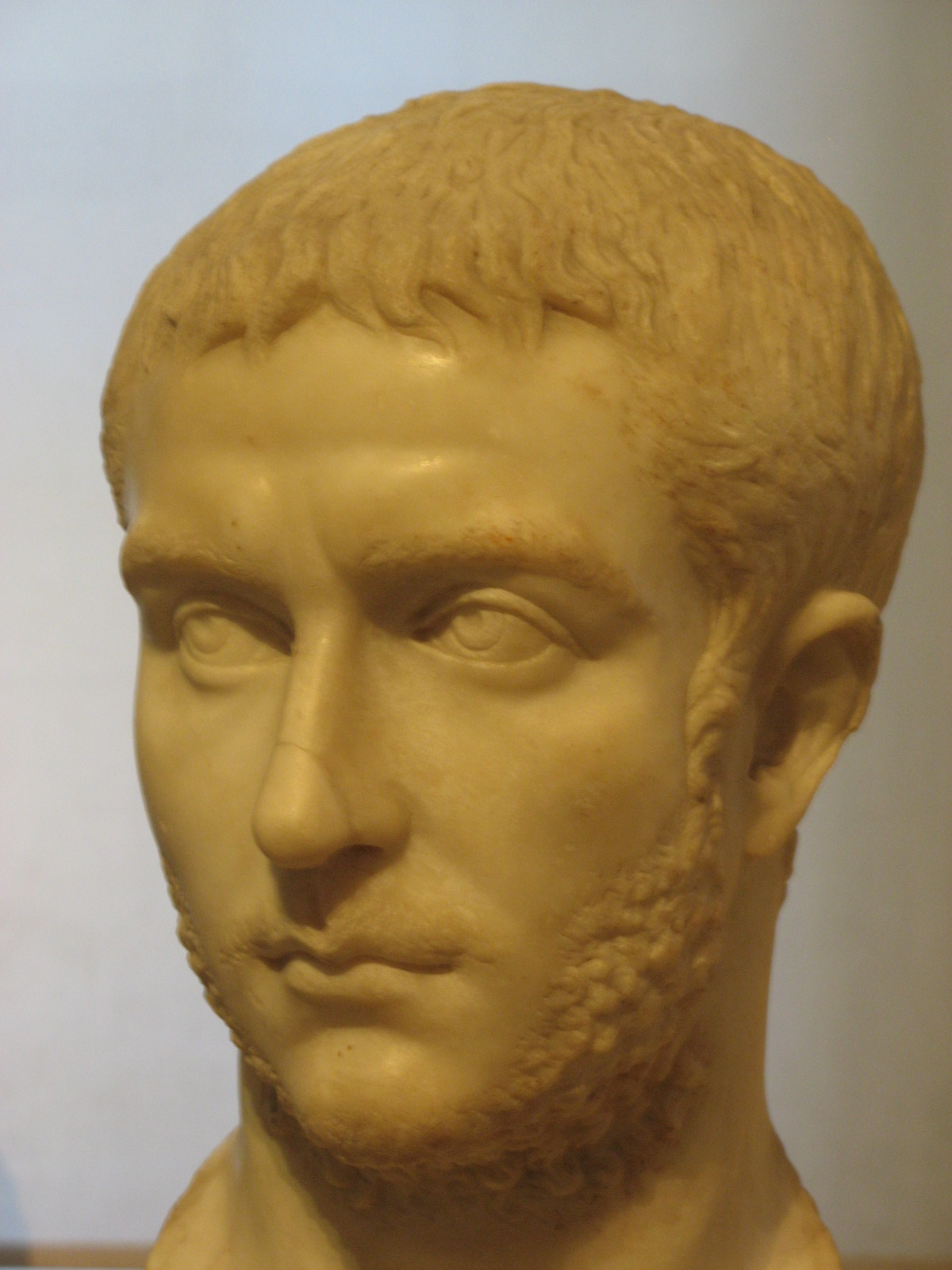
Галлиен 253—268 Император Римской империи
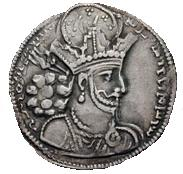
Шапур I 241—272 Шахиншах Персии
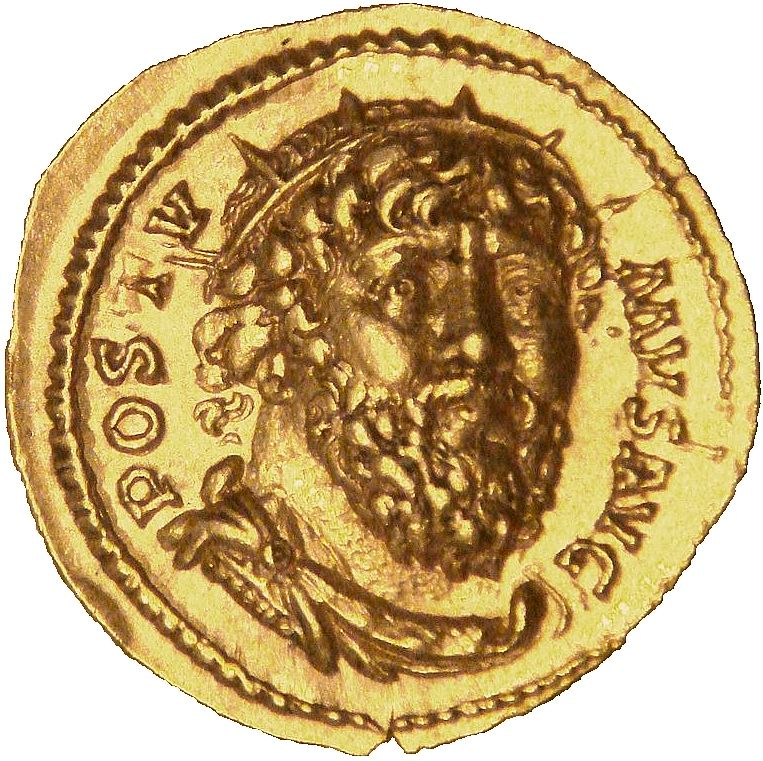
Постум 260—269 Император Галльской империи
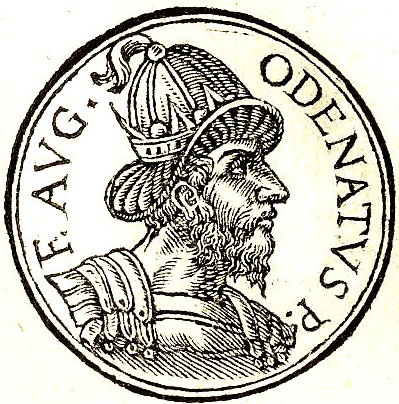
Оденат 260—269 Царь Пальмиры
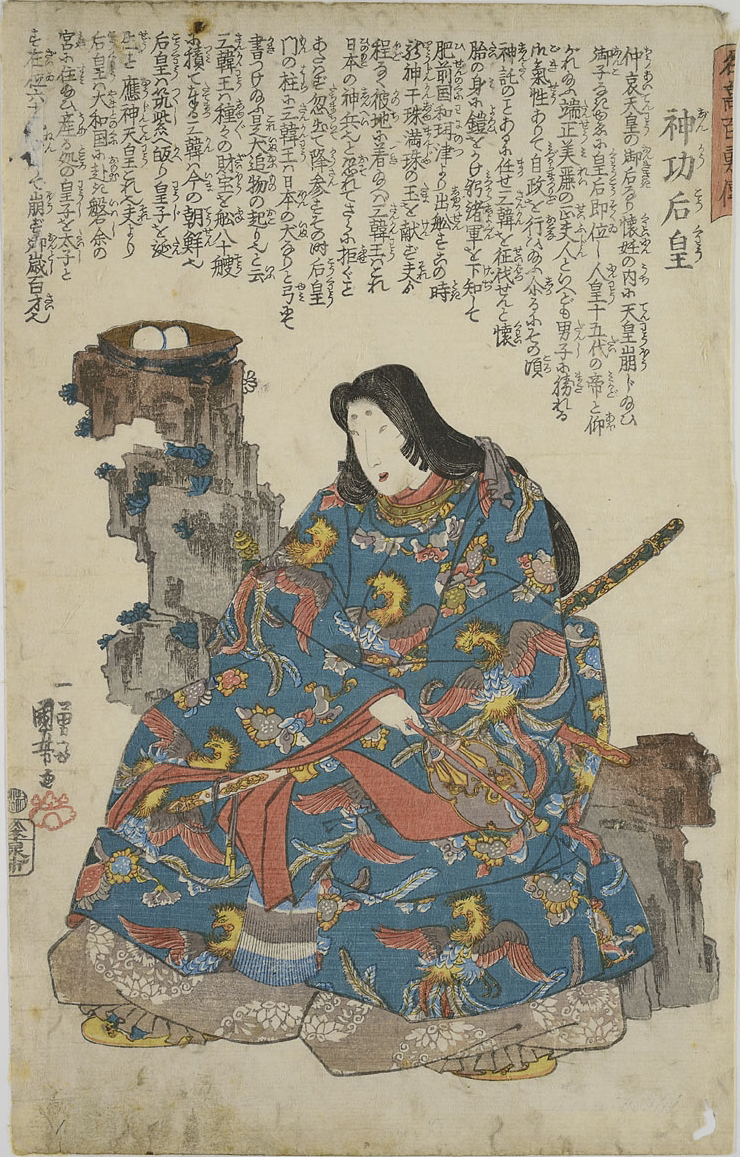
Дзингу 201—269 Императрица Японии